# 7403 Хоустник
7403 Хоустник (7403 Choustník) — астероїд головного поясу, відкритий 14 січня 1988 року.
Тіссеранів параметр щодо Юпітера — 3,289.